# 이와사키촌 (아이치현 아이치군)
이와사키촌(岩崎村)은 아이치현 아이치군에 설치되었던 촌이다. 현재의 닛신시 북부에 해당한다.